# Ernest II Szwabski
Ernest II (ur. 1012, zm. 17 sierpnia 1030) – książę Szwabii w latach 1015–1030 z dynastii Babenbergów, syn Ernesta I i Gizeli, pasierb cesarza Konrada II.
Ernest II został księciem Szwabii po śmierci ojca, w 1015 roku, jednak początkowo nie były to rządy samodzielne a regencja matki.
W 1024 kolejny mąż matki, Konrad II, został wybrany na króla Niemiec. Ernest miał bardzo dobre relacje z ojczymem, został przedstawicielem króla w Szwabii. Obaj byli też kandydatami do tronu Królestwa Burgundii po bezdzietnym wuju Gizeli, Rudolfie III. Ostatecznie królem Burgundii został Konrad.
W 1025 roku Ernest przyłączył do opozycji przeciw ojczymowi. W następnym roku Konrad pokonał opozycję, zaś Ernest poddał mu się i wziął udział w wyprawie włoskiej tegoż w latach 1026–27. Z Italii został odesłany do Szwabii by zdławić resztki rebelii przeciw Konradowi, jednak przyłączył się do opozycjonistów i poniósł ostateczną porażkę w tym starciu. W efekcie tych zdarzeń został uwięziony, jednak z powodu relacji rodzinnych i, być może, nacisków Gizeli, nie został pozbawiony tronu książęcego, choć jego wpływ na rzeczywistą politykę księstwa został sprowadzony do minimum lub całkowicie zlikwidowany.
W 1028 roku syn Konrada i przyrodni brat Ernesta, Henryk III, został królem Niemiec. Ernest został zwolniony z więzienia, nie zwrócono mu jednak samodzielnej władzy nad księstwem, gdyż odmówił wydania innych przedstawicieli opozycji.
Zginął kilka miesięcy później. Nie ożenił się i nie pozostawił potomstwa.